# رشوان توفيق
رشوان توفيق (2 فبراير 1933-) ممثل مصري برز في العديد من الأدوار وخاصة في التليفزيون والمسرح.

## حياته
تخرج في معهد الفنون المسرحية والتحق للعمل بالتليفزيون منذ إنشائه حيث عمل مدير استديو ثم مساعد للمخرج كمال أبو العلا في برنامج «من الجاني؟».
تقدم لاختبار المذيعين ونجح ليصبح مذيعا حتى ينطلق من الشاشة إلى مجالات فنية أوسع حيث قدم برنامج شبابي. وعندما تكونت فرقة مسرح التليفزيون كان من أوائل المنضمين لها وشارك في أول مسرحية وهي شيء في صدري إخراج نور الدمرداش. وفي ذلك الوقت أسند اليه إخراج برنامج «من الجانى؟»، ورغم مشاركاته السينمائية القليلة إلا أنه حصل على جائزة التمثيل دور ثاني لفيلم جريمة في الحي الهادئ إخراج حسام الدين مصطفى.
قدّم للتليفزيون جميع الأدوار منها الشرير والكوميدي والصعيدي والاجتماعي والديني حتى أنه احتكر الأدوار الدينية في مسلسلات رمضان في فترة من الفترات، وتميز في أدوار الرجل الصعيدي في الضوء الشارد والليل وآخره وفي المسلسلات التاريخية كما في مسلسل سليمان الحلبي وعرض له مؤخرا أصعب قرار وامرأة فوق العادة. وشارك في مسلسل صدر عام 2010 مع أميرة العايدي وشريف منير وزيزي البدراوي بعنوان بره الدنيا.

## أعماله

### أفلام
| - خيال مآتة: 2019 - الجسر: 1997 - أحوال شخصية: 1992 - قضية الأستاذة عفت: 1989 - المدير عبد العظيم - ملابس الحداد الحمراء: 1988 - الطعم والسنارة: 1988 - القانون لا يعرف عائشة: 1987 - استغاثة من العالم الآخر: 1985 - حبيب - آباء وأبناء: 1985 - كمال - الملاعين: 1979 - درويش - الاعتراف الأخير: 1978 | - المرأة الأخرى: 1978 - علي - الوليد والعذراء: 1977 - يوم الأحد الدامي: 1975 - الضابط رفيق - الأنثى والذئاب: 1975 - حياة خطرة: 1971 - حب المراهقات: 1970 - نادية: 1969 - الرجل والقضبان: 1969 - 3 قصص: 1968 - الدكتور إبراهيم - القصة 2 - جزيرة العشاق: 1968 | - حواء على الطريق: 1968 - 5 ساعات: 1968 - جريمة في الحي الهادئ: 1967 - المخربون: 1967 - ثورة اليمن: 1966 - الجزاء: 1965 - مصطفى أحد شباب المقاومة - بين القصرين: 1962 - محمد كامل - ضابط قسم الجمالية - صراع مع الحياة: 1957 - السكرتير العشيق - إلى أين تأخذني هذه الطفلة: |

### مسلسلات
| • و تقابل حبيب 2025 - جودر 2: 2025 - هجرة الصعايدة: 2018 - عفاريت عدلي علام: 2017 - أستاذ ورئيس قسم: 2015 - عبد الكريم الأسيوطي - أهل الهوى: 2013 - سلسال الدم (ج1، 2، 3): 2013، 2015، 2016 - القاصرات: 2013 - النار والطين: 2012 - الإمام الغزالي: 2012 - أبواب الخوف: 2011 - إبراهيم رافع - خاتم سليمان: 2011 - بره الدنيا: 2010 - الشيخ - أكتوبر الآخر: 2010 - أبو السعود - أغلى من حياتي: 2010 - يحيى - شاهد إثبات: 2010 - حامد مختار - حكايات وبنعيشها (فتاة الليل): 2010 - والد علياء - أحلام نبيلة: 2009 - الأدهم: 2009 - يونس طاحون - جنة ونار: 2009 - قانون المراغي: 2009 - قلب الخطر: 2008 - امرأة فوق العادة: 2007 - عائلة مجنونة جداً: 2007 - صالح والد حب - حق مشروع: 2007 - العقاب: 2007 - خليها على الله: 2007 - مباراة زوجية: 2006 - الإمام المراغي: 2006 - أحلام لا تنام: 2006 - الحب بعد المداولة: 2006 - على باب مصر: 2006 - الإمام الصرصري - أصعب قرار: 2006 - مسائل عائلية جدا: 2005 - راجعلك يا اسكندرية: 2005 - على نار هادئة: 2005 - شاكر - لما يعدي النهار: 2005 - زهرة الياسمين: 2004 - ملاعيب شيحة: 2004 - أهل الرحمة: 2004 - عم طوخي الساعي - عيب يا دكتور: 2004 - خان القناديل: 2003 - أمانة يا ليل: 2003 - علي المنيلاوي - أدهم وزينات وثلاث بنات: 2003 | - الليل وآخره: 2003 - جحا المصري: 2002 - أين قلبي: 2002 - فخري - طرح البشر: 2002 - حرس سلاح: 2002 - الرجل المنتظر: 2002 - عمران - أهل الدنيا: 2001 - تلال الغضب: 2001 - ليه يا دنيا ليه: 2001 - الوشم: 2001 - العمدة - حمزة وبناته الخمسة: 2001 - الأماني المرة استغفر الله: 2001 - الفجالة: 2000 - صاحب لوكاندة - قطة في سوق السمك: 2000 - بيت الزعفراني: 2000 - عطش السنين: 2000 - الحسن البصري: 2000 - حاره المعز: 2000 - الذئب: 1999 - الرجل الآخر: 1999 - رضوان - أم كلثوم: 1999 - الشيخ أبو العلا محمد - الأبطال: (ج2) 1998 - جاكسون - شيء من الخوف: 1998 - أسير بلا قيود: 1998 - لعبة الحياة وداعا أيها الأمل: 1998 - طيور النورس: 1998 - ألف ليلة وليلة: ذات الخال}}: 1998 - الملك شيروين - المجهول: 1998 - ضيف الحلقات - رياح الشرق: 1998 - الأسقف تلافيرا - امرأة من زمن الحب: 1998 - خضر - الضوء الشارد: 1998 - الشيخ زهران - وبقيت الذكريات: 1998 - أبو حنيفة النعمان: 1997 - الامام زيد - بريء في ورطة: 1997 - دمي ودموعي وإبتسامتي: 1997 - عز - ضد التيار: 1997 - هارون الرشيد: 1997 - عاصم - الحاوي: 1997 - الحاج سبيرو - أبناء دهشان: 1997 - لن أعيش في جلباب أبي: 1996 - الوزير مصطفى عبد المطلب - حكاية بلا بداية ولا نهاية: 1996 - أبو العلا 90: 1996 | - سنوات الغضب: 1996 - رابعة تعود: 1996 - الأبطال: (ج1) 1996 - محمد كريم - الناس الطيبين: 1995 - يا مولاي كما خلقتني: 1995 - مرايا الحب: 1995 - ساعي البريد والد رحاب - عظمة يا ست: 1995 - الزيني بركات: 1995 - الشيخ أبو السعود الجارحي - عمر بن عبد العزيز: 1994 - الراعي الحكيم - رياح الخوف: 1994 - شعيب - أهل القمة: 1994 - الفرسان: 1994 - هاشم الأتاسي - السقوط في بئر سبع: 1994 - محجوب - غاضبون وغاضبات: 1993 - القضاء في الإسلام ج4: 1993 - محمد رسول الله إلى العالم: 1993 - المحاكمة: 1993 - رحمي المحامي - أحلام العنكبوت: 1992 - المال والبنون: (ج1، 2) 1992، 1995 - الدكتور إمام - وكان لقاء: 1992 - فتحي أبوطالب - السيرة العربية: 1992 - ساعة ولد الهدى: 1992 - القضاء في الإسلام:(ج3) 1991 - ضمير أبلة حكمت: 1991 - الدكتور فؤاد - النوة: 1991 - د. جابر قبطان - ليه يا زمن: 1989 - ضيف الحلقات - رحلة فطوطة السحرية: 1989 - البيت الكبير: 1988 - صابر يا عم صابر: 1988 - عبد الله - أشواقي بلا حدود: 1988 - ثمار الشوك: 1988 - لا إله إلا الله: (ج4) 1988 - حزقيال - اللقاء الثاني: 1988 - الأفيال: 1986 - لطيف بك - الحب وأشياء أخرى: 1986 - الصعود إلى القمة: 1985 - ضيف حلقات - ابن حدير - رسول الإنسانية: 1985 - زهرة من بستان: 1985 - بلاط الشهداء: 1985 - موسى بن نصير - الشهد والدموع: (ج2) 1985 - نيازي - أخو البنات: 1984 - إمرأة مختلفة: 1984 | - الشاهد الوحيد: 1984 - شكري - حتى لا يختنق الحب: 1983 - بستان الشوق: 1982 - شعراء المعلقات: 1982 - عبيد بن الابرص - عم حمزة: 1981 - محمد رسول الله: (ج1، 2، 4) 1980، 1981، 1984 - أبنائي الأعزاء..شكراً: 1979 - حمدي زوجة صفاء - الأيام: 1979 - المفتش فوزي - الباحثة: 1979 - على هامش السيرة: 1978 - ورقه - بستان الشوك: 1978 - سليمان الحلبي: 1977 - مهند الحملة الفرنسية - الهاربان: 1976 - الإنسان والحقيقة: 1976 - هروب: 1976 - القاهرة والناس: 1972 - عادات وتقاليد: 1972 - العصابة: 1970 - بعد العذاب: 1969 - ماما: 1966 - عواصف: 1965 - وجاء الاسلام بالسلام: - واشهد يا زمان: - أنا وأنت والزمن طويل: - ضيف الحلقات - في بيتنا رجل: - زاهر - جوهرة القصر - جماد من لحم - وأشرق الاسلام بالحب - رحلة في عالم مجنون: - ضيف الشرف - القشرة الذهبية - عبد الرحمن ابن أبي بكر - حبشي في الهواء الطلق - نادي الخالدين - الظلال - الفجر - البريمو - الشمس تشرق دائما - الشهد المر - الكبرياء تليق بالفرسان - ليالي الغضب - الإسلام والإنسان |

### سهرة تليفزيونية
| - بيت للبيع: 2006- أب خليل - ليلة القتل الأبيض: 1999- رحمي - تعيش زفتى حرة: 1998 - جواز على ورق سوليفان: 1998- أب فرح - إعارة X إعارة: 1998 - الماسات الخضراء: 1994- ضيف الشرف - الأرملة والمأمون: 1988 - دولت فهمي التي لم يعرفها أحد: 1987- عبد الرحمن فهمي - السرداب- كامل والد الهام - هبة من الله | - من حال إلى حال - بيت الأصول - صفقة مضمونة - حب وطب الحب هز العملاق - يا نطرة رخي رخي - قناع السعادة - ذات يوم ذات شهر ذات سنة - بريق الماس - حب في الخريف - ثم تأتي الحقيقة محزنة | - ماما عايشة - عودة السيد - دليل اثبات - ثورة قرية: - مسرحية - الزائرون غاضبون - اعتراف - جدتي زوزو- الحاج سيد جاد المولى - كوكب - القانون واللعبة - قلب في مأزق | - بصمات على الطريق - الوريث المفقود - دعوة إلى الله - الفرج بعد الشدة - بين الفقه والجمال والسياسة - الوفاء - كاتبة تبحث عن قصة - أيام الطفولة - كيد النسا |

### أخرى
- خيوط الشمس: 2017 - مسلسل إذاعي
- أوراق رسمية: 2016 - مسلسل إذاعي
- كليم الله: 2013 - رسوم متحركة
- الناس اللي في التالت: 2001 - مسرحية- الساكن
- أخويا هايص وأنا لايص: 1992 - مسرحية
- نرجس: 1975 - مسرحية
- التعلب فات: 1970 - مسرحية
- شروق الإسلام: - مسرحية- عمرو بن العاص
- الناس مقامات: - مسرحية
- قاهر الظلام: مسلسل إذاعي
- رابعة العدوية: - مسرحية- بهاء

## وصلات خارجية
- رشوان توفيق على موقع الدهليز
- رشوان توفيق على موقع قاعدة بيانات الأفلام العربية